# Pevma
Pevma (italijansko Piuma ali Peuma, furlansko Peume, nemško Peuma) je vas oz. primestno naselje ter mestna četrt Pevma - Štmaver - Oslavje (it. frazione) Občine Gorica na desnem bregu reke Soče.
Pevma je slovenska vas, ki se nahaja ob vznožju Brd takoj po soškem mostu v Gorici, dva kilometra daleč od goriškega Travnika.
V Pevmi je Osnovna šola Josipa Abrama s slovenskim učnim jezikom. Vanjo hodijo pretežno otroci iz Pevme, Štmavra in Oslavja.